# Jezdectví na Letních olympijských hrách 2012
Jezdectví na Letních olympijských hrách 2012 probíhalo v londýnském Greenwich Parku od 28. července do 9. srpna 2012. Tento sport obsahoval 3 disciplíny. V každé disciplíně soutěžili jak jednotlivci, tak družstva. Medaile byly rozděleny ve všech těchto šesti soutěžích.
Nejúspěšnější zemí v jezdectví na Letních olympijských hrách 2012 byla Velká Británie, která získala tři zlaté medaile, celkem jich pak měla pět.

## Soutěž
Jezdectví na Letních olympijských hrách 2012 mělo šest odvětví:
- soutěž jednotlivců
  - parkurové skákání
  - drezura
  - jezdecká všestrannost
- soutěž družstev
  - parkurové skákání
  - drezura
  - jezdecká všestrannost

## Průběh soutěže

### Parkurové skákání

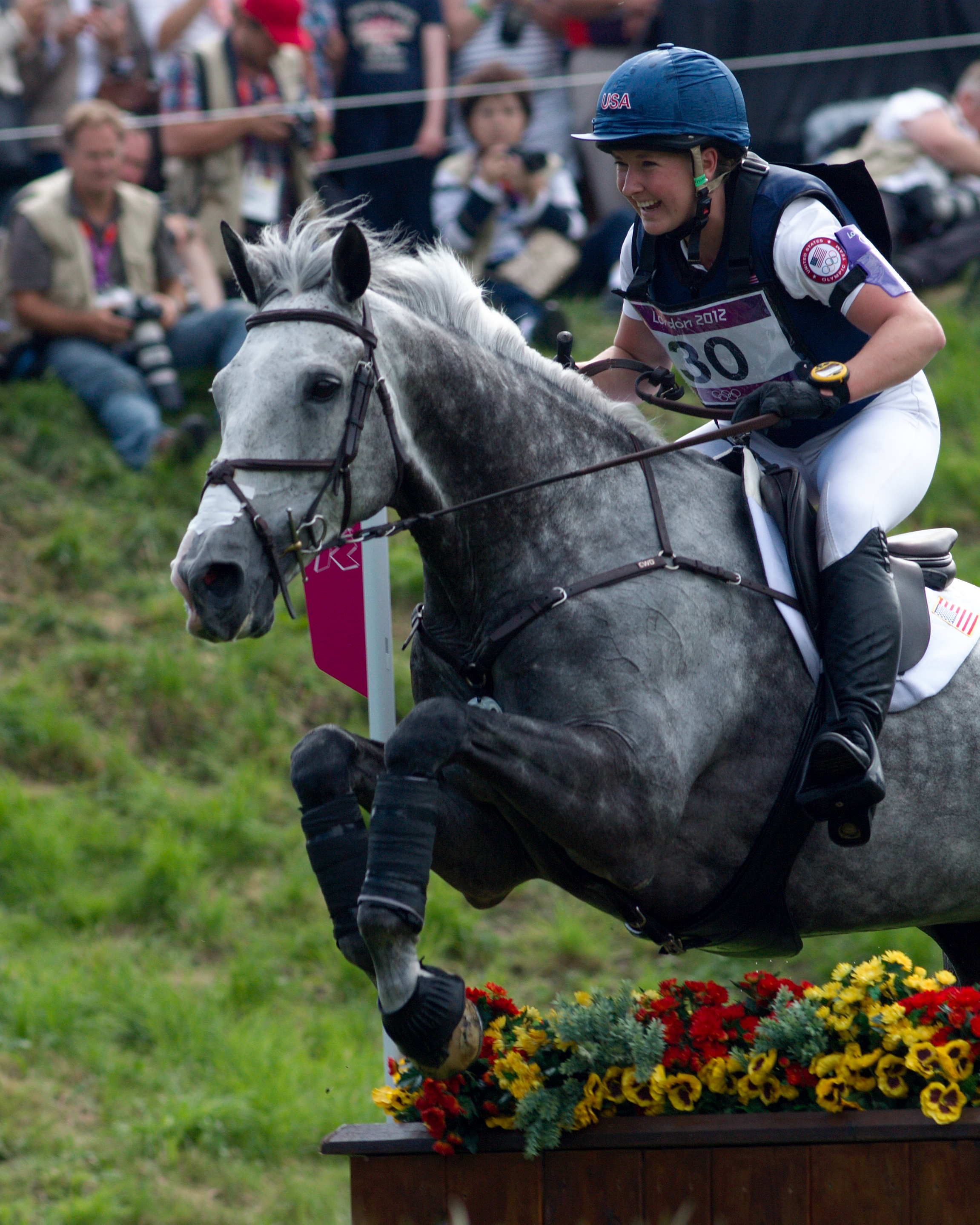
Americká jezdkyně Tiana Coudray na koni Ringwood Magister při soutěži jezdecké všestrannosti

Celkem se jede pět kol, jejichž vítěz získá individuální medaili. Do druhého kola postoupí ti mezi prvním až šedesátým místem včetně. Pokud bylo na šedesátém místě více účastníků, postupovali by všichni. Do třetího kola postupuje pětačtyřicet nejlepších, opět platí, že postoupí všichni soutěžící na 45. místě, tedy i pokud jich bylo více. Do čtvrtého kola postupuje pětatřicet jezdců, ale maximálně čtyři na jednu zem (tedy v případě, že postoupilo pět účastníků z jednoho státu, jeden z nich v dalším kole soutěžit nemohl). Ve čtvrtém kole pak jezdci začínají „s čistým štítem“. Dvacet nejlepších jezdců odjede i páté kolo a poté se sčítají chyby ze čtvrtého a pátého kola, z čehož vyplynou medailisté a zbývající umístění.
V soutěži družstev odjedou týmy celkem tři kola. Nejlepších osm družstev postupuje do druhého kola a ty samé týmy postupují i do třetího kola. Výsledky z druhého a třetího kola se sečtou a podle skóre jsou rozděleny medaile.

### Drezura
Drezurní družstva se skládají ze čtyř členů, přičemž ti všichni se účastní i soutěže o individuální medaile. Země, které nemají dostatek jezdců na utvoření družstva mohou své jezdce nechat závodit v individuální soutěži.
Všichni jezdci, jak v soutěži družstev, tak v soutěži jednotlivců, odjedou Grand Prix. Šest nejlepších týmů, včetně těch na děleném šestém místě, postupuje do dalšího kola – Grand Prix Special, kde je hodnocení přísnější. Následně se sečtou výsledky tří nejlepších jezdců z každého týmu a podle výsledného skóre jsou určeni vítězové a zbývající umístění.
V soutěži jednotlivců postupují do Grand Prix Special všichni jezdci, jejichž družstvo je mezi šesti nejlepšími. V případě, že země nemohla vytvořit družstvo, do dalšího kola postupuje osm nejlepších jednotlivců. Nejlepších osmnáct jezdců Grand Prix Special postupuje do třetího kola na freestyle. Platí ale, že na jednu zemi připadají v této soutěži maximálně tři soutěžící, podobně, jako je tomu v parkurovém skákání. Ve freestylu si jezdec sám tvoří hudbu i sestavu, i když v ní musí být některé, předem určené, povinné prvky. Záleží na jezdci zda zvolí jednodušší prvky nebo naopak. Důležitý je i výběr a sestavení hudby. Medaile jsou následně, na základě výsledku freestylu, rozdány podle skóre.

### Jezdecká všestrannost
Soutěž pro jednotlivce i družstva probíhá současně. Jezdci se zúčastní drezurního testu, kola cross-country a parkurového skákání. V soutěži družstev jsou následně sečteny tři nejlepší výsledky dané země (tři nejlepší z každé disciplíny) a tým s nejnižším počtem trestných bodů vítězí. V soutěži jednotlivců se pak soutěžící účastní ještě parkurového skákání a pak jsou podle výsledků rozděleny individuální medaile. I v jezdecké všestrannosti platí, že do finálního kola jednotlivců mohou postoupit maximálně tři závodníci na jednu zem.

## Medailisté
| Kategorie                           | Zlato                                                                                            | Stříbro                                                                                                | Bronz |
| ----------------------------------- | ------------------------------------------------------------------------------------------------ | --- | --- |
| Drezura (jednotlivci)               | Charlotte Dujardinová · Velká Británie (GBR)                                                     | Adelinde Cornelissenová · Nizozemsko (NED)                                                             | Laura Bechtolsheimerová · Velká Británie (GBR)                                                                |
| Drezura (družstva)                  | Velká Británie (GBR) · Carl Hester · Laura Bechtolsheimerová · Charlotte Dujardinová             | Německo (GER) · Dorothee Schneiderová · Kristina Sprehe · Helen Langehanenbergová                      | Nizozemsko (NED) · Anky van Grunsvenová · Edward Gal · Adelinde Cornelissenová                                |
| Jezdecká všestrannost (jednotlivci) | Michael Jung · Německo (GER)                                                                     | Sara Algotsson Ostholt · Švédsko (SWE)                                                                 | Sandra Auffarthová · Německo (GER)                                                                            |
| Jezdecká všestrannost (družstva)    | Německo (GER) · Peter Thomsen · Dirk Schrade · Ingrid Klimke · Sandra Auffarthová · Michael Jung | Velká Británie (GBR) · Nicola Wilson · Mary King · Zara Phillips · Kristina Cooková · William Fox-Pitt | Nový Zéland (NZL) · Jonelle Price · Jonathan Paget · Caroline Powellová · Andrew Nicholson · Mark Todd        |
| Parkurové skákání (jednotlivci)     | Steve Guerdat · Švýcarsko (SUI)                                                                  | Gerco Schröder · Nizozemsko (NED)                                                                      | Cian O'Connor · Irsko (IRL)                                                                                   |
| Parkurové skákání (družstva)        | Velká Británie (GBR) · Scott Brash · Peter Charles · Ben Maher · Nick Skelton                    | Nizozemsko (NED) · Marc Houtzager · Gerco Schröder · Maikel van der Vleuten · Jur Vrieling             | Saúdská Arábie (KSA) · Ramzy Al-Duhami · Abdullah bin Mutaib Al Saud · Kamal Bahamdan · Abdullah Al-Sharbatly |